# اللغة السادرية
اللغة السادرية أو لغة سادري، (بالإنجلزية:Sadri language) (بالهندية: नागपुरी भाषा).
ومعروفة أيضا بلغة نجبوري أو اللغة النجبورية (بالإنجليزية Nagpuri).
وهي لغة محكية في ولايات هندية شرقية أهمها ولاية بيهار، جهارخاند وأوريسا وكذلك خارج الهند في شمال غرب البنغال، وبنغلاديش.
حسب إحصاء يعود إلى سنة 2000-2001م بلغ عدد الناطقين باللغة السادرية حوالي 3.5 مليون شخص.
واللغة السادرية تعتبر واحدة من مجموعة اللغات البهارية المنتشرة في الهند الشرقية وأجزاء من النيبال وبعض مناطق بنغلاديش وبورما. وبذلك تعتبر اللغة السادرية بانتمائها إلى مجموعة اللغات البهارية، لغة هندو آرية، تنتمي إلى عائلة اللغات الهندو-أوروبية القديمة.

## أسماء أخرى أو أسماء اللهجات البديلة
وهي تعرف كذلك أسماء أخرى أو يمكن أن تشمل أيضا أسماء اللهجات أو العالمية البديلة للغة السادرية وهي كالتالي:
Sadani، ساداني
Sadana سادانا
Sadati, ساداتي
Sadari, ساداري
Sadhan,سادان
Sadna, سادنا
Sadrik, سادريك
Santri, سانتري
Siddri, سيداري
Sradri,سرادري
Sadhari, سداري
Sadan,سدان
Nagpuria,نجبوريا
Nagpuri,نجبوري
Chota Nagpuri, شوتا نجبوري
Dikku Kaji, ديكو كاجي
Gawari, كواري
Ganwari,كنواري
Goari,كواري
Gauuari,كوووري
Jharkhandh جهارخاندية.

## الأبجدية المستخدمة
معظم الناطقين باللغة السادرية يستخدمون الأبجدية البنغالية في كتابة اللغة السادرية، كما يستخدمون الخط الديوناكري السنسكريتي.

## أيزو
أيزو 639-3 معرف: SCK.